# Sonnenham (Egling)
Sonnenham ist ein Gemeindeteil von Egling im oberbayerischen Landkreis Bad Tölz-Wolfratshausen. Der Weiler liegt circa vier Kilometer nordöstlich von Egling.